# Glen Rebka
Glen Anderson Rebka, Jr. (1931) é um físico estadunidense.
Rebka obteve um doutorado em 1961 na Universidade Harvard, onde começou a estudar em 1953. A partir de 1961 trabalhou na Universidade Yale, e a partir de 1971 na Universidade de Wyoming, onde foi de 1983 a 1991 chefe do departamento de física e desde 1997 professor emérito. Em adição à sua carreira acadêmica trabalhou como físico experimental de partículas elementares no Laboratório Nacional de Los Alamos. Na Universidade de Wyoming montou a faculdade de astrofísica.
Em 1960 Robert Pound conduziu com sua assistência um experimento, o experimento de Pound-Rebka, usando o efeito Mössbauer para medir o desvio gravitacional para o vermelho da radiação de um raio gama no campo gravitacional terrestre. Pound e Rebka usaram a torre do Laboratório Jefferson da Universidade Harvard, com altura de apenas 22,6 metros. O trabalho fez parte da tese de Rebka, sob orientação de Pound.
Pound e Rebka receberam em 1965 a Medalha Eddington da Royal Astronomical Society.